# Xuân Minh, Thọ Xuân
Xuân Minh là một xã thuộc huyện Thọ Xuân, tỉnh Thanh Hóa, Việt Nam.
Nằm ở phía bắc huyện Thọ Xuân. Phía Bắc giáp huyện Yên Định (có con sông Cầu Chày làm giới hạn). Cách trung tâm huyện Thọ Xuân 4 km.
Xã Xuân Minh có diện tích 6,36 km², dân số năm 1999 là 5025 người, mật độ dân số đạt 790 người/km².

## Tự nhiên & Hành chính

### Tự nhiên
Xã Xuân Minh có diện tích 6,36 km2 , dân số năm 1999 là 5025 người, mật độ dân số đạt 790 người /km².
Xã Xuân Minh là cửa ngõ phía Tây của Thọ Xuân - Yên Định nằm cách trung tâm huyện Thọ Xuân 4 km.
- Phía Nam và Đông Nam giáp xã Xuân Tân và xã Xuân Lai
- Phía Tây và Tây Bắc giáp xã Xuân Lập và Xã Thọ Thắng

Với sự thuận lợi về mặt địa lý lại có đường giao thông liên huyện Thọ Xuân- Yên Định chạy qua đã tạo điều kiện cho xã tiếp cận nhanh với các thị trường khu vực lân cận như thị trấn thọ xuân, thị trấn Kiểu, Quán Lào Yên Định, thúc đẩy quá trình phát triền kinh tế phù hợp với nền kinh tế thị trường.

#### Hành chính
Thời kỳ trước năm 1953 thì Xuân Minh thuộc xã Minh Nghĩa. Cuối năm 1953 trong khi đang tiến hành đấu tranh thực hiện giảm tô thì xã Minh Nghĩa được chia nhỏ ra. Và xã Xuân Minh với 7 làng(1 Phong cốc,2 Xá lê, 3 Thuần hậu,4 Ngọc trung,5 Phúc tình,6 Yên thọ, 7 Thiên lộc) đã chính thức được thành lập và ngày 11 tháng 4 năm 1953 và nay còn có 6 làng 
- Làng Phong Cốc
- Làng Thuần Hậu
- Làng Vinh Quang
- Làng Ngọc Trung
- Làng Quang Hoa
- Làng Thiên Lộc

Năm 2018 Làng Quang Hoa và Thiên Lộc sáp nhập lại, thành lập làng Hoa Lộc.
Hiện nay trên địa bàn xã Xuân Minh với 13 điểm đi tích đặc biệt được công nhận cụm di tích lịch sử cách mạng cấp Quốc gia năm 1993. Tiêu biểu như Đình làng Phong cốc, là một ngôi đình bằng gỗ lim to đẹp bậc nhất trong huyện Thọ xuân hiện nay.